# Уилсон, Боб
Роберт Примроуз Уилсон (англ. Robert Primrose Wilson; род. 30 октября 1941, Честерфилд, Англия) — шотландский футболист, вратарь.

## Клубная карьера
Уилсон поздно стал профессиональным игроком, так как его отец не разрешал ему подписывать документы с «Манчестер Юнайтед», поскольку считал, что в юности это была неподходящая работа. Он оставался любителем в течение восьми месяцев, пока не подписал контракт с «Арсеналом» в июле 1963 года.
Уилсон дебютировал в матче против Ноттингем Форест 26 октября 1963. Прошло более четырех лет, пока Уилсон не стал основным вратарём в 1968 году. Уилсон взял верх и оставался в воротах «Арсенала» до конца сезона.
Позже, прочно обосновавшись в составе клуба, Уилсон постоянно присутствовал в матчах. В 1971 году он был признан игроком года по версии «Арсенала» в их двукратном победном сезоне, в котором он сыграл во всех матчах первой команды в Лиге и Кубке, кульминацией которого стала победа в финале Кубка Англии 1971 года над «Ливерпулем».
Уилсон продолжал играть на позиции вратаря «Арсенала» до начала 1970-х годов.

## Карьера в сборной
Уилсон был выбран игроком сборной Шотландии для его первого матча за главную команду против Португалии 13 октября 1971 года. Он также был выбран на матч против Нидерландов 1 декабря 1971 года, но после этого предпочтение было отдано Бобби Кларку из Абердина.

## Тренерская карьера
После завершения карьеры Уилсон был тренером вратарей «Арсенала» в течение 28 лет в период, когда вратарями были Пэт Дженнингс, Джон Лукич и Дэвид Симан. Он завершил карьеру тренера в конце сезона 2002—2003.

## Личная жизнь
Уилсон женился на Маргарет Майлз 25 июля 1964 года в церкви Святой Троицы, Честерфилд, у них родилось трое детей. Мэгс Уилсон умерла в ноябре 2023 года.
В апреле 2014 года было объявлено, что Уилсон борется с раком простаты.